# Serge Baguet
Serge Baguet (Opbrakel, 1969. augusztus 18. – Letterhoutem, 2017. február 9.) belga kerékpárversenyző.

## Pályafutása
1991 és 2007 között versenyzett profi kerékpárosként. A 2001-es Tour de France-on egy szakaszgyőzelmet aratott. 2005-ben a Vuelta a Andalucía-n két szakaszon diadalmaskodott és megnyerte a belga bajnokságot. A 2007-es szezon végén vonult vissza az aktív sportolástól.
2017. február 9-én hunyt el végbélrákban, amit két évvel korábban diagnosztizáltak nála.

## Sikerei, díjai
- Tour de France
  - szakaszgyőztes: 2001 (17., Brive-la-Gaillarde – Montluçon)
- Vuelta a Andalucía
  - szakaszgyőztes: 2005 (2. és 3. szakasz)
- Belga bajnokság
  - bajnok: 2005
- Grand Prix Guillaume Tell
  - szakaszgyőztes: 1990 (4. szakasz)
- Tour du Limousin
  - szakaszgyőztes: 1992 (2. szakasz)
- Tour of Britain
  - szakaszgyőztes: 1993 (2. szakasz)
- Clasica de Sabiñanigo
  - győztes: 1994
- Druivenkoers Overijse
  - győztes: 2001